# Teater Tre
Teater Tre (som logotyp TEATER TR3) är en mimbaserad barn- och ungdomsteater på Södermalm i Stockholm. Teater Tre bildades 1979 och flyttade till sin nuvarande plats 1999.